# Bonneville W.I.
Bonneville W.I., född 13 juni 2019, är en svensk varmblodig travhäst, mest känd för att ha segrat i Svenskt Trav-Oaks (2022).

## Bakgrund
Bonneville W.I. är ett ljusbrunt sto efter S.J.'s Caviar och under Uppsala Wise As (efter Zola Boko). Hon föddes upp av Wallén Invest i Västervik AB, som även äger henne. Hon tränas av Timo Nurmos och körs oftast av Ulf Ohlsson.

## Karriär
Bonneville W.I. började tävla i juli 2022. Hon har till september 2022 sprungit in 3 029 500 kronor på 6 starter varav 3 segrar, 2 andraplatser och 1 tredjeplats. Hon har tagit karriärens hittills största seger i Svenskt Trav-Oaks (2022).